# Храм Покрова Пресвятой Богородицы (Воловец)
 Памятник культуры Малопольского воеводства: регистрационный номер А-476 от  29 января 1987 года.
Храм Покрова Пресвятой Богородицы (пол. Cerkiew Opieki Matki Bożej) — православный храм, находящийся в селе Воловец, гмина Сенкова, Горлицкий повят, Малопольское воеводство. Приход входит в Перемышльскую и Горлицкую епархию Польской православной церкви. Архитектурный памятник Малопольского воеводства, входящий в туристический маршрут «Путь деревянной архитектуры».

## История
Храм был построен в XVIII веке и первоначально был грекокатолическим. В 1927 году, когда во время Тылявского раскола большинство жителей села Воловец перешло в православие, храм принадлежал грекокатолическому меньшинству. После Второй мировой войны большинство жители села были переселены во время операции «Висла» в западную часть Польши и храм стал использоваться местным сельскохозяйственным предприятием в качестве овчарни и сарая. В 1958 году часть высланных лемков вернулась в село и храм был передан православной общине.
В 1964 году производился ремонт храма, во время которого был полностью разобран старый пресвитериум и на его месте спустя четыре года был сооружён новый.
29 января 1987 года храм был внесён в реестр архитектурных памятников Малопольского воеводства (№ А-476).

## Источник
- G. i Z. Malinowscy, E. i P. Marciniszyn, Ikony i cerkwie. Tajemnice łemkowskich świątyń, Carta Blanca, Warszawa 2009, ISBN 978-83-61444-15-2